# Hollywood Sign
Hollywood Sign – punkt orientacyjny w postaci napisu „HOLLYWOOD”, usytuowanego na południowym zboczu góry Lee w łańcuchu niewysokich gór Santa Monica w Los Angeles, w Kalifornii. Litery są białe, mają wysokość 14 metrów, a długość całego napisu wynosi 110 metrów. 
Napis został zaprojektowany przez Thomasa Fiska Goffa (1890–1984) i ustawiony w 1923 jako reklama budowanego niedaleko osiedla mieszkaniowego „HOLLYWOODLAND” (i taki też był pierwotnie napis). Z czasem napis przestał być tylko reklamą nieruchomości, a stał się synonimem amerykańskiego przemysłu filmowego bez względu na to, czy dany film powstał tutaj czy w innej części USA. Hollywood Sign często pada ofiarą wandali, których kusi to, jak wiele osób może dostrzec ich wyczyn.
W 2010 pojawiły się plany zburzenia napisu na wzgórzu Hollywood i sprzedania terenu pod budowę luksusowych osiedli mieszkalnych. Ostatecznie celebryci, m.in. Arnold Schwarzenegger, Tom Hanks, Steven Spielberg, czy Hugh Hefner zebrali łącznie 12,5 miliona dolarów i wykupili teren należący do spółki z Chicago.
W 1976 oraz w noc sylwestrową 2016/2017 nieznana osoba lub grupa osób zamieniła napis Hollywood na „Hollyweed” w ramach dowcipu, gdzie weed oznacza w slangu marihuanę. Holly oznacza po polsku „ostrokrzew”, wood – drzewo, drewno. 
W 1932 aktorka Millicent Lilian „Peg” Entwistle (1908–1932) popełniła samobójstwo, skacząc z litery „H”.
Replika znaku znajduje się niedaleko Szastarki w województwie lubelskim.

## Galeria

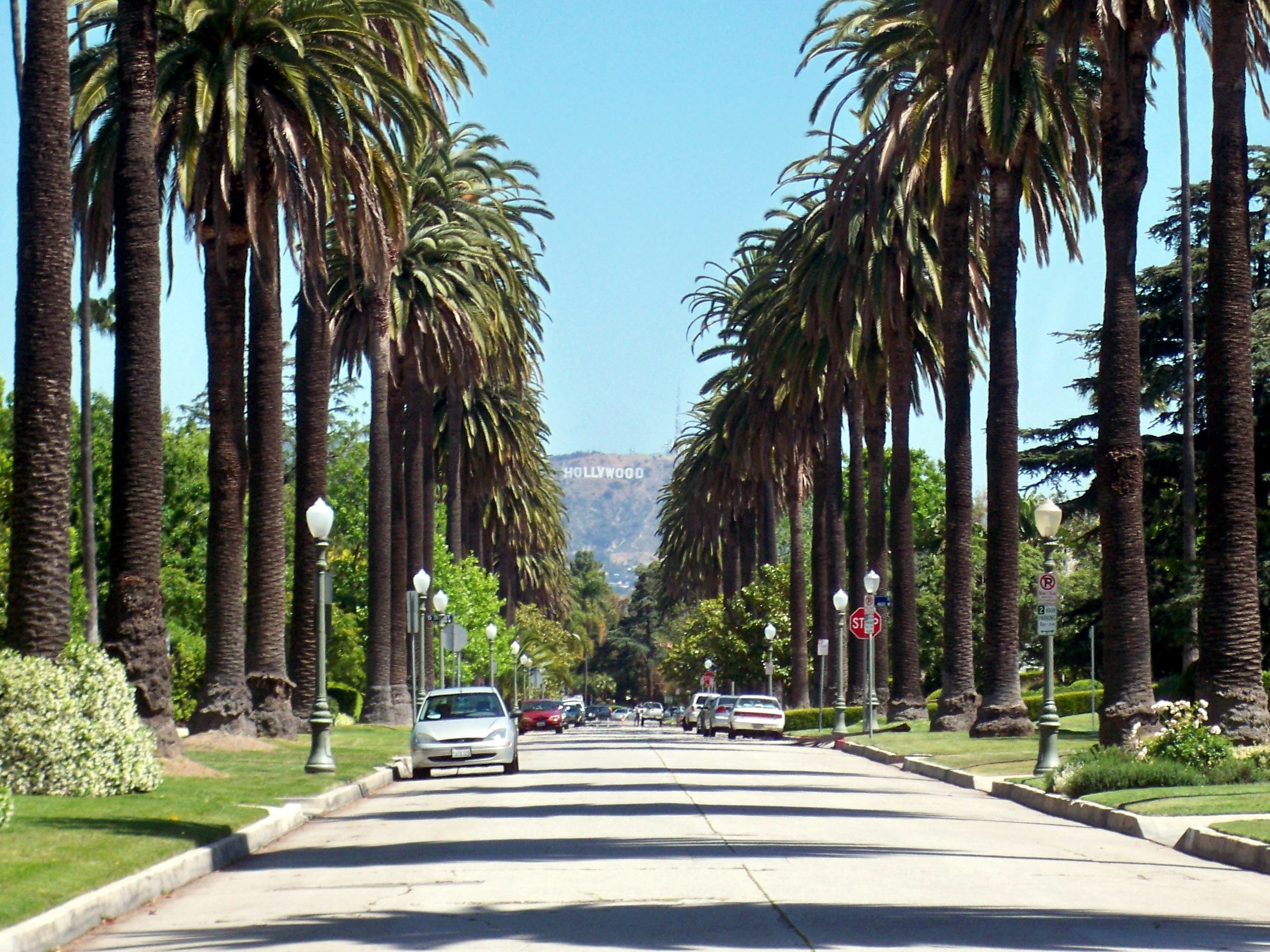
Napis widziany z Hancock Park Street
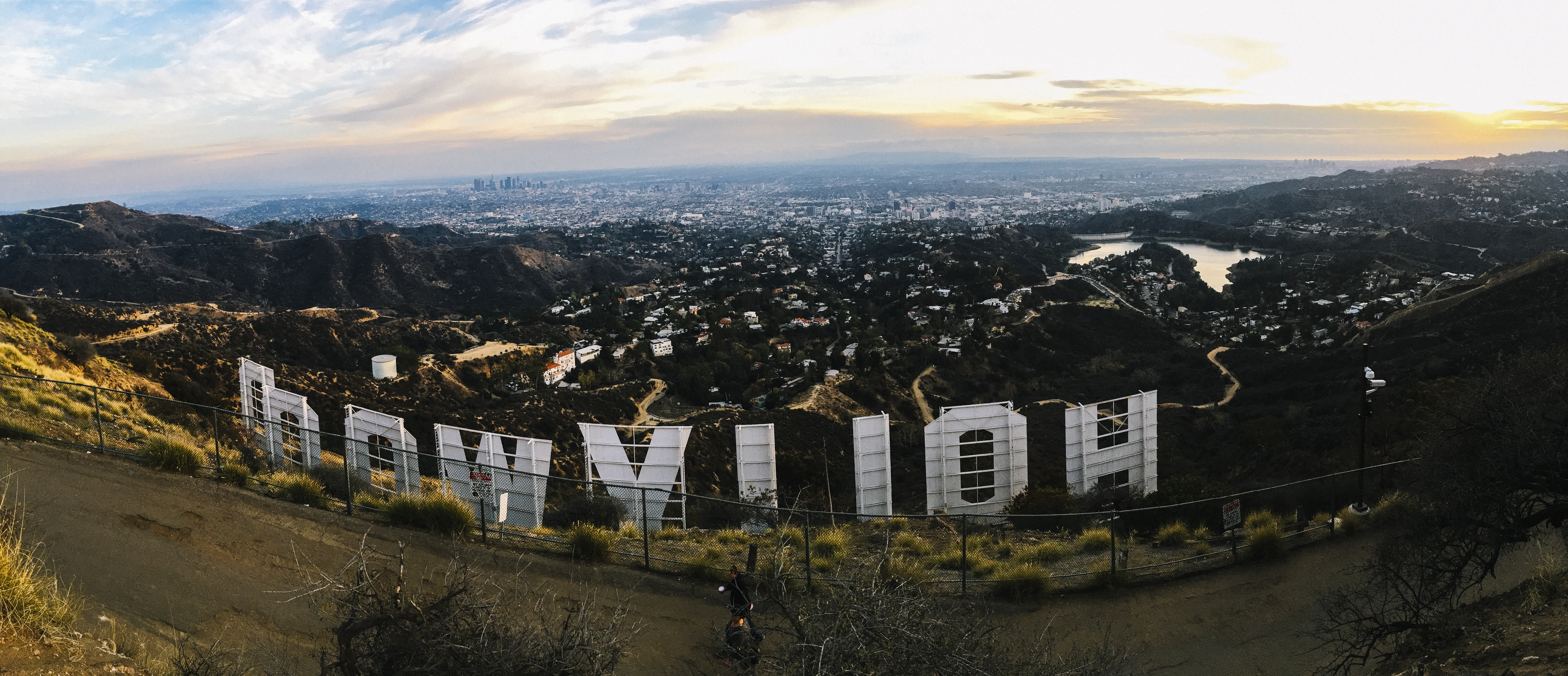
Napis widziany od tyłu
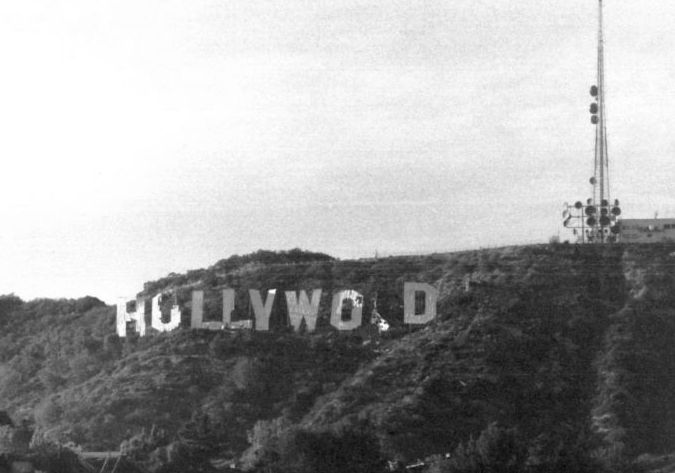
Uszkodzony napis w latach 70. XX wieku
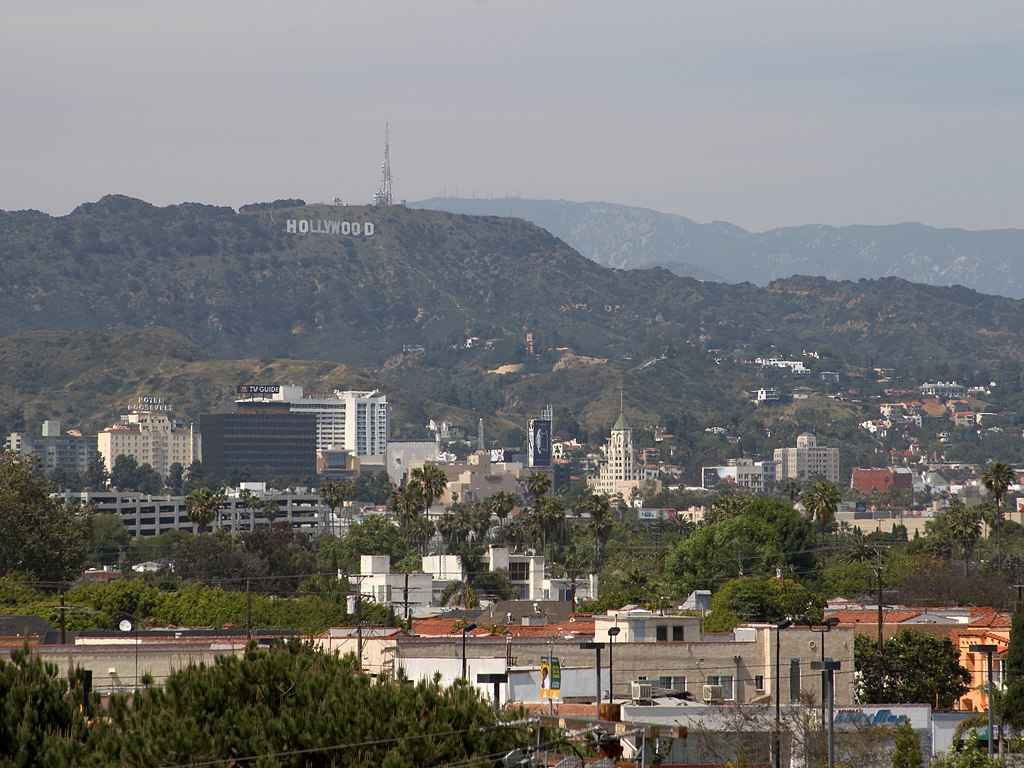
Hollywood Sign widziany od strony Farmers Market